# 河西力
河西 力（かさい つとむ、1941年8月30日 - ）は、日本の経営者。伊藤ハム社長を務めた。

## 来歴・人物
山梨県出身。1965年に中央大学法学部を卒業し、同年に伊藤ハムに入社。1994年6月に取締役に就任し、1998年4月に常務、2003年6月に専務を経て、2006年5月に社長に就任。2010年4月に取締相談役に就任。